# Jean de Heu
Pour les articles homonymes, voir Heu.
Jean de Heu, écuyer, mort le 9 août 1372, est le soixante-deuxième évêque de Toul, de 1363 à 1372.

## Biographie
Jean est le quatrième fils de Thiébaut, écuyer, et d'Alix de La Cour. Il devient chanoine de la cathédrale de Metz en 1333, y est trésorier en 1355, puis princier. Il est ensuite prévôt de Saint-Thiébaut et de Liège, chanoine de Reims, de Mayence et de Toul. 
Urbain V, pape d'Avignon le nomme en 1363 évêque de Toul, mais les chanoines, voulant affirmer leur droit à élire leur évêque, s'y opposent. Ce n'est qu'en 1367 que Jean pourra prendre possession de son diocèse. Les premiers temps de son épiscopat sont troublés par les guerres entre Jean Ier, duc de Lorraine, Robert Ier, de Bar et Henri V de Joinville, comte de Vaudémont. 
Après la paix de Brétigny (1360), signée entre les rois de France et d'Angleterre, des compagnies sont licenciées et certaines ravagent la Lorraine. L'une d'elles, commandée par Vautrin d'Aquilan s'empare du château de Brixey et c'est en vain que les ducs de Bar et de Lorraine assiègent le château. Jean fut obligé de leur verser une somme de mille deux cents florins pour acheter leur départ vers l'Alsace, ce qu'ils firent non sans piller les villages et les monastères du Toulois en 1366.
La tranquillité à peine revenue dans le diocèse, un différend ne tarde pas à opposer les chanoines et les bourgeois de Toul. Pour une raison inconnue, Jean se retira à Metz, où il meurt le 9 août 1372.